# 太阴指
《太阴指》（英語：Fingers of Doom）是1972年上映的一部电影，由鲍学礼执导，凌波等人出演的电影，该电影主要讲述的是一个原本归隐的剑客意外的遇到了一场江湖争斗的故事。

## 劇情簡介
某日原本归隐的路天保和结义兄弟意外的遇到了一个会奇门武功的女子，并从女子的口中意外的得知了她的真实年龄已经到了八十岁左右，而这次出山，是为了除掉心有歹念的师姐。
在这之后，路天保的两个和他已经有异心的兄弟死于江湖争斗，而路天保在这之后也帮助了这个女子除掉了自己的师姐。

## 演员
- 凌波
- 金漢
- 陳鳳真
- 洪性中
- 朴志賢
- 楊志卿
- 董力
- 歐陽莎菲
- 沈勞
- 藍偉烈
- 鮑嘉文
- 雷龍
- 鄭賢
- 李天鷹
- 小麒麟
- 西瓜刨
- 張石庵

## 其他
- 在最初的计划中，井莉等人会在该作中进行参演，但是之后这个计划并未实现。[6]

## 相關連結
- 香港影庫上《太阴指》的資料（繁體中文）
- 豆瓣电影上《太阴指》的資料 （简体中文）
- 互联网电影数据库（IMDb）上《太阴指》的资料（英文）